# Renzo Suozzi
Renzo Suozzi (Torino, 24 agosto 1922 – Torino, 10 dicembre 2017) è stato un calciatore italiano, di ruolo centrocampista.

## Caratteristiche tecniche
Era un'ala sinistra.

## Carriera
Giocò in Serie A con la Triestina per una stagione.